# Adolphe Niel
Adolphe Niel, född den 4 oktober 1802 i Muret, död den 13 augusti 1869 i Paris, var en fransk militär, till sist marskalk av Frankrike.

## Biografi
Niel blev 1825 officer och kämpade sedan i Algeriet, där han avanceradetill överste. Som chef för ingenjörstaben deltog han 1849 i Roms belägring och utnämndes samma år till brigadgeneral. År 1854 var han ingenjörbefälhavare för expeditionen till Östersjön och vid Bomarsunds intagande samt sändes därefter till Sevastopol, där han i april 1855 fick befälet över alla ingenjörstrupperna.
Under italienska kriget 1859 stod Niel i spetsen för 4:e armékåren. I slaget vid Solferino (24 juni samma år) måste han, ställd i mitten av den franska slaglinjen, uppbära tyngden av österrikarnas anfall, men lyckades bryta detsamma. Han belönades därför med marskalksstaven. I januari 1867 avlöste Niel marskalk Randon som krigsminister och var snart färdig med ett härordningsförslag, i vilket den allmänna värnplikten togs mera i anspråk, än förut varit fallet.
Förslaget mottogs med en storm av ogillande och antogs först 1868, men i betydligt reducerat skick. Enligt detsamma skulle årligen uttagas 100 000 man, varav en del skulle tjänstgöra 5 år. en annan del blott några månader (att sätta annan man i sitt ställe var tillåtet). Hela tjänstetiden utgjorde 9 år, och arméns krigsstyrka beräknades till 800 000 man. Härtill kom mobilgardet, som endast ofullständigt organiserades. Niel fick aldrig genomföra sin  organisation och dog strax innan fransk-tyska kriget. Niels staty är rest i hans födelsestad.

## Utmärkelser
- Storkors av Hederslegionen
- Kungliga Serafimerorden
- Kungliga Svärdsorden
- Meschidie-orden
- Osmanié-orden
- Annunziataorden
- Storkors av Gregoriusorden
- Médaille militaire
- Companion av Bathorden
- Fredriksorden
- Storkors av Torn- och svärdsorden

[Redigera Wikidata]